# هربرت براونيل
هربرت براونيل (بالإنجليزية: Herbert Brownell Jr.)‏ (و. 1904 – 1996 م) هو محام، وسياسي من الولايات المتحدة الأمريكية ولد في مقاطعة نيهاما، نبراسكا.
تولى منصب نائب عام الولايات المتحدة (1953-01-21–1957-10-23) .وهو عضو في الحزب الجمهوري .

## التعليم
تعلم في جامعة ييل، وكلية ييل للحقوق.

## روابط خارجية
- هربرت براونيل على موقع مونزينجر (الألمانية)
- هربرت براونيل على موقع إن إن دي بي (الإنجليزية)